# Danh sách phim James Bond
James Bond là một nhân vật hư cấu được tạo ra bởi tiểu thuyết gia Ian Fleming vào năm 1953. James Bond là một đặc vụ bí mật làm việc cho tổ chức MI6 với mật danh là 007, anh được thể hiện trên phim bởi các diễn viên bao gồm  Sean Connery, David Niven, George Lazenby, Roger Moore, Timothy Dalton, Pierce Brosnan và Daniel Craig với tổng cộng 27 bộ phim. Tất cả các bộ phim đều được sản xuất bởi hãng Eon Productions vì hiện tại hãng đang nắm giữ bản quyền chuyển thể của toàn bộ tiểu thuyết Bond của Fleming, riêng chỉ có 2 bộ Casino Royale (1967) và Never Say Never Again (1983) là được sản xuất bởi hãng khác.
Năm 1961, hai nhà sản xuất phim Albert R. Broccoli và Harry Saltzman đã mua bản quyền quay phim các tiểu thuyết của Fleming. Họ thành lập hãng Eon Productions và nhận được sự hỗ trợ tài chính từ United Artists, họ bắt đầu sản xuất bộ phim đầu tiên là Dr. No, được đạo diễn bởi Terence Young với vai diễn James Bond do nam diễn viên Sean Connery đảm nhận. Và bộ phim được phát hành vào năm 1962, Broccoli và Saltzman tiếp tục xây dựng công ty mẹ Danjaq nhằm đảm bảo cho các sản phẩm tương lai của loạt phim James Bond. Hiện nay, loạt phim đã có 27 phần phim, với phần gần nhất là Không phải lúc chết, ra mắt ngày 8 tháng 10 năm 2021. Với tổng doanh thu gần 7 tỷ Đô la Mỹ tính đến hiện nay, loạt phim đã trở thành một trong sáu loạt phim có doanh thu cao nhất. Tính theo lạm phát, phim đã thành công kiếm về được 14 tỷ Đô la Mỹ theo giá hiện tại. Phim cũng thành công mang về 5 giải thưởng Oscar bao gồm Hiệu ứng âm thanh xuất sắc nhất (nay là Biên tập âm thanh) trong Goldfinger (tại Lễ trao giải Oscar lần thứ 37), Hiệu ứng hình ảnh xuất sắc nhất cho John Stears trong Thunderball (tại Lễ trao giải Oscar lần thứ 38), Biên tập âm thanh xuất sắc nhất cho Per Hallberg và Karen Baker Landers, Ca khúc trong phim hay nhất cho Adele và Paul Epworth trong Tử địa Skyfall (tại Lễ trao giải Oscar lần thứ 85), Ca khúc trong phim hay nhất cho Sam Smith và Jimmy Napes trong Spectre (tại Lễ trao giải Oscar lần thứ 88). Một số bài hát của phim cũng được rất nhiều đề cử tại Giải Oscar cho hạng mục Ca khúc trong phim hay nhất bao gồm "Live and Let Die" của Paul McCartney, "Nobody Does It Better" của Carly Simon, "For Your Eyes Only" của Sheena Easton. Năm 1982, Albert R. Broccoli đã nhận được Giải Oscar Tưởng niệm Irving G. Thalberg.
Khi Broccoli và Saltzman mua bản quyền của các tiểu thuyết Bond từ Fleming hiện có và trong tương lại, thỏa thuận đã không bao gồm Sòng bạc hoàng gia, vì bản quyền này đã được bán cho nhà sản xuất Gregory Ratoff để ông chuyển thể nó thành một bộ phim truyền hình vào năm 1954. Sau khi Ratoff qua đời, bản quyền đã được chuyển sang cho Charles K. Feldman, người đã sản xuất một bộ phim giễu nhại Bond - Casino Royale vào năm 1967. Một vụ kiện pháp lý đã xảy ra nhằm đảm bảo quyền làm phim đối với tiểu thuyết Thunderball do Kevin McClory nắm giữ cũng như ông, Fleming và biên kịch Jack Whittingham đã viết kịch bản phim dựa trên bộ tiểu thuyết này. Mặc dù Eon Productions và McClory đã tham gia sản xuất Thunderball, nhưng McClory vẫn giữ lại bản quyền câu chuyện và chuyển thể nó thành bộ phim Never Say Never Again dựa trên Thunderball vào năm 1983. Quyền phân phối của hai bộ phim đó hiện đang thuộc bản quyền của hãng Metro-Goldwyn-Mayer Pictures, cũng là nơi thường phân phối các bộ phim của Eon Productions.

## Các phần phim

### Phim thuộc hãng Eon Productions
| Tựa đề                                       | Năm                                          | Diễn viên đóng vai James Bond                | Đạo diễn                                     | Doanh thu (triệu) | Doanh thu (triệu) | Kinh phí (triệu) | Kinh phí (triệu)  | Nguồn                       |
| Tựa đề                                       | Năm                                          | Diễn viên đóng vai James Bond                | Đạo diễn                                     | Thực tế $         | Điều chỉnh 2005 $ | Thực tế $        | Điều chỉnh 2005 $ | Nguồn                       |
| -------------------------------------------- | -------------------------------------------- | -------------------------------------------- | -------------------------------------------- | ----------------- | ----------------- | ---------------- | ----------------- | --------------------------- |
| Dr. No                                       | 1962                                         | Sean Connery                                 | Terence Young                                | 59.5              | 448.8             | 1.1              | 7.0               | [ 1 ] [ 2 ]                 |
| From Russia with Love                        | 1963                                         | Sean Connery                                 | Terence Young                                | 78.9              | 543.8             | 2.0              | 12.6              | [ 1 ] [ 2 ] [ 5 ]           |
| Goldfinger                                   | 1964                                         | Sean Connery                                 | Guy Hamilton                                 | 124.9             | 820.4             | 3.0              | 18.6              | [ 1 ] [ 2 ] [ 6 ]           |
| Thunderball                                  | 1965                                         | Sean Connery                                 | Terence Young                                | 141.2             | 848.1             | 6.8              | 41.9              | [ 1 ] [ 2 ] [ 7 ]           |
| You Only Live Twice                          | 1967                                         | Sean Connery                                 | Lewis Gilbert                                | 111.6             | 514.2             | 10.3             | 59.9              | [ 2 ] [ 8 ]                 |
| On Her Majesty's Secret Service              | 1969                                         | George Lazenby                               | Peter R. Hunt                                | 64.6              | 291.5             | 7.0              | 37.3              | [ 1 ] [ 2 ]                 |
| Diamonds Are Forever                         | 1971                                         | Sean Connery                                 | Guy Hamilton                                 | 116.0             | 442.5             | 7.2              | 34.7              | [ 1 ] [ 2 ] [ 9 ]           |
| Live and Let Die                             | 1973                                         | Roger Moore                                  | Guy Hamilton                                 | 126.4             | 460.3             | 7.0              | 30.8              | [ 1 ] [ 2 ]                 |
| The Man with the Golden Gun                  | 1974                                         | Roger Moore                                  | Guy Hamilton                                 | 97.6              | 334.0             | 7.0              | 27.7              | [ 2 ] [ 10 ]                |
| The Spy Who Loved Me                         | 1977                                         | Roger Moore                                  | Lewis Gilbert                                | 185.4             | 533.0             | 14.0             | 45.1              | [ 1 ] [ 2 ] [ 11 ]          |
| Moonraker                                    | 1979                                         | Roger Moore                                  | Lewis Gilbert                                | 210.3             | 535.0             | 34.0             | 91.5              | [ 1 ] [ 12 ]                |
| For Your Eyes Only                           | 1981                                         | Roger Moore                                  | John Glen                                    | 194.9             | 449.4             | 28.0             | 60.2              | [ 1 ] [ 2 ]                 |
| Octopussy                                    | 1983                                         | Roger Moore                                  | John Glen                                    | 183.7             | 373.8             | 27.5             | 53.9              | [ 1 ] [ 2 ]                 |
| A View to a Kill                             | 1985                                         | Roger Moore                                  | John Glen                                    | 152.4             | 275.2             | 30.0             | 54.5              | [ 1 ] [ 2 ]                 |
| The Living Daylights                         | 1987                                         | Timothy Dalton                               | John Glen                                    | 191.2             | 313.5             | 40.0             | 68.8              | [ 1 ] [ 2 ] [ 13 ]          |
| Licence to Kill                              | 1989                                         | Timothy Dalton                               | John Glen                                    | 156.2             | 250.9             | 36.0             | 56.7              | [ 1 ] [ 2 ] [ 14 ]          |
| GoldenEye                                    | 1995                                         | Pierce Brosnan                               | Martin Campbell                              | 352.0             | 518.5             | 60.0             | 76.9              | [ 1 ] [ 15 ]                |
| Tomorrow Never Dies                          | 1997                                         | Pierce Brosnan                               | Roger Spottiswoode                           | 333.0             | 463.2             | 110.0            | 133.9             | [ 16 ]                      |
| The World Is Not Enough                      | 1999                                         | Pierce Brosnan                               | Michael Apted                                | 361.8             | 439.5             | 135.0            | 158.3             | [ 1 ] [ 17 ]                |
| Die Another Day                              | 2002                                         | Pierce Brosnan                               | Lee Tamahori                                 | 432.0             | 465.4             | 142.0            | 154.2             | [ 1 ] [ 2 ] [ 18 ]          |
| Sòng bạc hoàng gia                           | 2006                                         | Daniel Craig                                 | Martin Campbell                              | 594.2             | 581.5             | 150.0            | 145.3             | [ 1 ]                       |
| Định mức khuây khỏa                          | 2008                                         | Daniel Craig                                 | Marc Forster                                 | 586.1             | 514.2             | 200.0            | 181.4             | [ 19 ]                      |
| Tử địa Skyfall                               | 2012                                         | Daniel Craig                                 | Sam Mendes                                   | 1108.6            | 943,5             | 150.0–200.0      | 127,7–170,2       | [ 20 ] [ 21 ] [ 22 ] [ 23 ] |
| Spectre                                      | 2015                                         | Daniel Craig                                 | Sam Mendes                                   | 880.7             | 725,5             | 245.0–250.0      | 201,8–205,9       | [ 31 ] [ 23 ]               |
| Không phải lúc chết                          | 2021                                         | Daniel Craig                                 | Cary Joji Fukunaga                           | TBD               | TBD               | 250.0            | 212,8             | [ 32 ]                      |
| Tổng của các phim thuộc hãng Eon Productions | Tổng của các phim thuộc hãng Eon Productions | Tổng của các phim thuộc hãng Eon Productions | Tổng của các phim thuộc hãng Eon Productions | 6.829,1           | 12.085,6          | 1.452,9–1.507,9  | 1.880,7–1.927,3   |                             |

### Phim không thuộc hãng Eon Productions
| Tựa đề                                              | Năm                                                 | Diễn viên đóng vai James Bond                       | Đạo diễn                                                                   | Doanh thu (triệu) | Doanh thu (triệu) | Kinh phí (triệu) | Kinh phí (triệu)  | Nguồn                |
| Tựa đề                                              | Năm                                                 | Diễn viên đóng vai James Bond                       | Đạo diễn                                                                   | Thực tế $         | Điều chỉnh 2005 $ | Thực tế $        | Điều chỉnh 2005 $ | Nguồn                |
| --------------------------------------------------- | --------------------------------------------------- | --------------------------------------------------- | -------------------------------------------------------------------------- | ----------------- | ----------------- | ---------------- | ----------------- | -------------------- |
| Casino Royale                                       | 1967                                                | David Niven                                         | Ken HughesJohn HustonJoseph McGrathRobert ParrishVal GuestRichard Talmadge | 44.4              | 2.601.0           | 12.0             | 70.0              | [ 33 ] [ 34 ] [ 23 ] |
| Never Say Never Again                               | 1983                                                | Sean Connery                                        | Irvin Kershner                                                             | 160.0             | 314.0             | 36.0             | 71.0              | [ 35 ] [ 23 ]        |
| Tổng của các phim khuông thuộc hãng Eon Productions | Tổng của các phim khuông thuộc hãng Eon Productions | Tổng của các phim khuông thuộc hãng Eon Productions | Tổng của các phim khuông thuộc hãng Eon Productions                        | 204,4             | 2.915.0           | 48.0             | 774.0             |                      |